# Коган, Тимур Иосифович
Тимур Иосифович Коган (16 сентября 1943, Баку — 16 ноября 2020, Санкт-Петербург) — советский и российский композитор, дирижёр, пианист.

## Биография
Родился в Баку, в семье инженера-нефтяника. Поступил в Бакинскую консерваторию и в 22 года окончил композиторское отделение, затем стал дирижёром оперного театра в Таллине. Был музыкальным руководителем балета Леонида Якобсона.
В 1975 году написал музыку к балету «Ковбой». Оперу Когана «Сусанна и старцы» поставил Новосибирский оперный театр, а опера «Огниво» уже 25 лет идет на сцене Оперной студии Санкт-Петербургской консерватории.
На музыку Когана поставлен балет «Пиноккио» Борисом Эйфманом, «Мост Ватерлоо» артистами — балета Кировского театра.
Автор мюзиклов, в частности «Заколдованного портного», музыки к кинофильмам («Галатея» с Екатериной Максимовой и других), аранжировок еврейских народных песен. Автор музыки к балетным спектаклям, фильмам-балетам, романсов, опер, песен на стихи поэтов Серебряного века.
Умер в Санкт-Петербурге 16 ноября 2020 года.

## Творчество

### Фильмография
- 1977 — «Галатея» — фильм-балет А. А. Белинского
- 1979 — «Старое танго» — фильм-балет
- 1984 — «Чужая жена и муж под кроватью»
- 1987 — «Первая встреча, последняя встреча»
- 1992 — «Гаджо»
- 1992 — «Последняя тарантелла»
- 1993 — «Голубые танцовщицы» — фильм-балет — сценарист
- 1994 — «Жизнь и приключения четырёх друзей» — Фильм 2-й
- 1995 — «Ширли-мырли» — композитор, дирижёр